# Look Look Look
Look Look Look è l'undicesimo album discografico del rapper statunitense MC Hammer, pubblicato nel 2006.

## Tracce
1. I Got It from the Town – 3:51
2. Hyphy, Dumb, Buck, Krump – 4:01
3. YAY – 3:47
4. HammerTime (feat. Nox) – 3:49
5. Doing da Thizz – 3:57
6. Look Look Look – 3:44
7. Mash for It – 3:24
8. WestCoast Cha (feat. Pleasure Ellis) – 3:45
9. Memories (feat. Akeiba) – 4:35
10. I Can't Stand It (feat. J.D. Greer) – 4:58
11. What Happened to Our Hood? (feat. Sam Logan) – 5:43
12. HardTimes (feat. IP) – 5:13
13. I Won't Give Up (On My Life) (feat. IP & Pleasure Ellis) – 4:01
14. What I Got (Game to My Socks) – 3:55
15. Get 2 NO U (feat. J.D. Greer & Pleasure Ellis) – 4:07
16. Who Loves Me? (feat. Pleasure Ellis) – 4:50
17. Get Away (feat. Duane) – 4:24
18. Thankful (feat. J.D. Greer & Pleasure Ellis) – 4:54